# 圣热涅德丰特迪 (埃罗省)
圣热涅德丰特迪（法語：Saint-Geniès-de-Fontedit）是法国埃罗省的一个市镇，属于贝济耶区（Béziers）米尔维耶莱贝济耶县（Murviel-lès-Béziers）。该市镇总面积9.24平方公里，2009年时的人口为1,351人。

## 人口
圣热涅德丰特迪人口变化图示